# Брусевці
Бру́севці (болг. Брусевци) — село в Хасковській області Болгарії. Входить до складу общини Маджарово.

## Населення
За даними перепису населення 2011 року у селі проживали 0 осіб.
Динаміка населення: